# Saint-Germain-d'Esteuil
Saint-Germain-d'Esteuil est une commune du Sud-Ouest de la France située dans le département de la Gironde, en région Nouvelle-Aquitaine.

## Géographie

### Localisation
La commune de Saint-Germain-d'Esteuil est située dans le Médoc.
Elle comprend notamment les hameaux et écarts de Artiguillon, Dartrat, Boyentran, Guibeau, l'Hôpital, Lagune, Liard, Miqueu, Pillet et  Saint-Gaux.

### Communes limitrophes
Les communes limitrophes sont  Cissac-Médoc, Hourtin, Lesparre-Médoc, Ordonnac, Saint-Laurent-Médoc, Saint-Seurin-de-Cadourne et Vertheuil.
|                | Ordonnac                | Saint-Seurin-de-Cadourne |
| Lesparre-Médoc | Saint-Germain-d'Esteuil | Vertheuil                |
| Hourtin        | Saint-Laurent-Médoc     | Cissac-Médoc             |

### Climat
Pour des articles plus généraux, voir Climat de la Nouvelle-Aquitaine et Climat de la Gironde.
Historiquement, la commune est exposée à un climat océanique aquitain.
En 2020, Météo-France publie une typologie des climats de la France métropolitaine dans laquelle la commune est exposée à un climat océanique et est dans la région climatique  Littoral charentais et aquitain, caractérisée par une pluviométrie élevée en automne et en hiver, un bon ensoleillement, des hiver doux (6,5 °C), soumis à la brise de mer.
Pour la période 1971-2000, la température annuelle moyenne est de 12,9 °C, avec une amplitude thermique annuelle de 13,8 °C. Le cumul annuel moyen de précipitations est de 897 mm, avec 12,5 jours de précipitations en janvier et 6,8 jours en juillet. Pour la période 1991-2020, la température moyenne annuelle observée sur la station météorologique la plus proche, située sur la commune de Lesparre-Médoc à 6 km à vol d'oiseau, est de 13,3 °C et le cumul annuel moyen de précipitations est de 872,2 mm,. Pour l'avenir, les paramètres climatiques de la commune estimés pour 2050 selon différents scénarios d’émission de gaz à effet de serre sont consultables sur un site dédié publié par Météo-France en novembre 2022.

## Urbanisme

### Typologie
Au 1er janvier 2024, Saint-Germain-d'Esteuil est catégorisée commune rurale à habitat dispersé, selon la nouvelle grille communale de densité à sept niveaux définie par l'Insee en 2022.
Elle est située hors unité urbaine. Par ailleurs la commune fait partie de l'aire d'attraction de Lesparre-Médoc, dont elle est une commune de la couronne,. Cette aire, qui regroupe 12 communes, est catégorisée dans les aires de moins de 50 000 habitants,.

### Occupation des sols

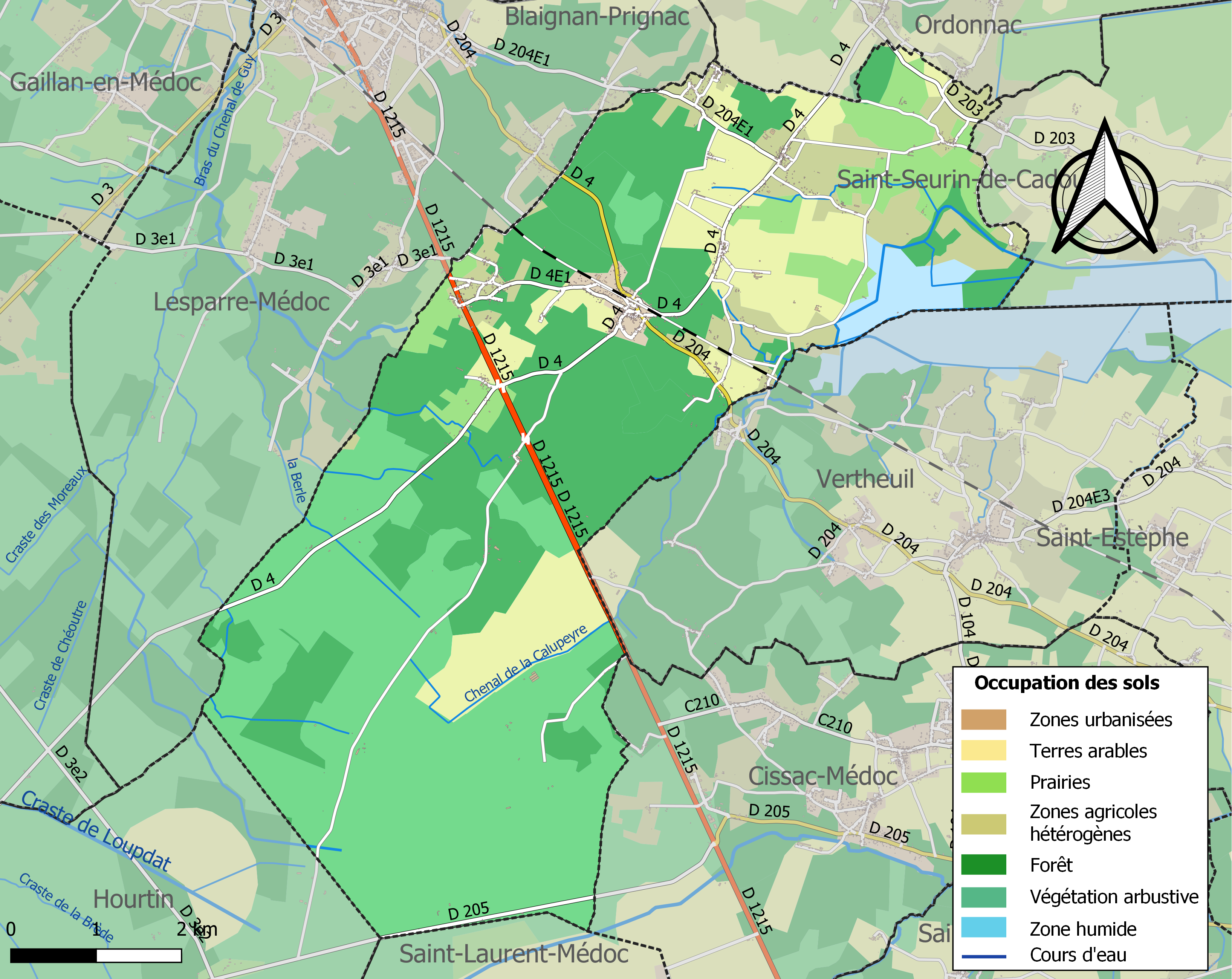
Carte des infrastructures et de l'occupation des sols de la commune en 2018 (CLC).

L'occupation des sols de la commune, telle qu'elle ressort de la base de données européenne d’occupation biophysique des sols Corine Land Cover (CLC), est marquée par l'importance des forêts et milieux semi-naturels (68,2 % en 2018), une proportion identique à celle de 1990 (68,2 %). La répartition détaillée en 2018 est la suivante : 
milieux à végétation arbustive et/ou herbacée (35,5 %), forêts (32,7 %), cultures permanentes (9,2 %), zones agricoles hétérogènes (8,5 %), prairies (6,9 %), terres arables (4,2 %), zones humides intérieures (2,1 %), zones urbanisées (0,9 %). L'évolution de l’occupation des sols de la commune et de ses infrastructures peut être observée sur les différentes représentations cartographiques du territoire : la carte de Cassini (XVIIIe siècle), la carte d'état-major (1820-1866) et les cartes ou photos aériennes de l'IGN pour la période actuelle (1950 à aujourd'hui).

### Risques majeurs
Le territoire de la commune de Saint-Germain-d'Esteuil est vulnérable à différents aléas naturels : météorologiques (tempête, orage, neige, grand froid, canicule ou sécheresse), inondations, feux de forêts et séisme (sismicité très faible). Il est également exposé à un risque technologique, le risque nucléaire. Un site publié par le BRGM permet d'évaluer simplement et rapidement les risques d'un bien localisé soit par son adresse soit par le numéro de sa parcelle.

#### Risques naturels
Certaines parties du territoire communal sont susceptibles d’être affectées par le risque d’inondation par débordement de cours d'eau. La commune a été reconnue en état de catastrophe naturelle au titre des dommages causés par les inondations et coulées de boue survenues en 1982, 1993, 1999 et 2009,.
Saint-Germain-d'Esteuil est exposée au risque de feu de forêt. Depuis le 20 avril 2016, les départements de la Gironde, des Landes et de Lot-et-Garonne disposent d’un règlement interdépartemental de protection de la forêt contre les incendies. Ce règlement vise à mieux prévenir les incendies de forêt, à faciliter les interventions des services et à limiter les conséquences, que ce soit par le débroussaillement, la limitation de l’apport du feu ou la réglementation des activités en forêt. Il définit en particulier cinq niveaux de vigilance croissants auxquels sont associés différentes mesures,.

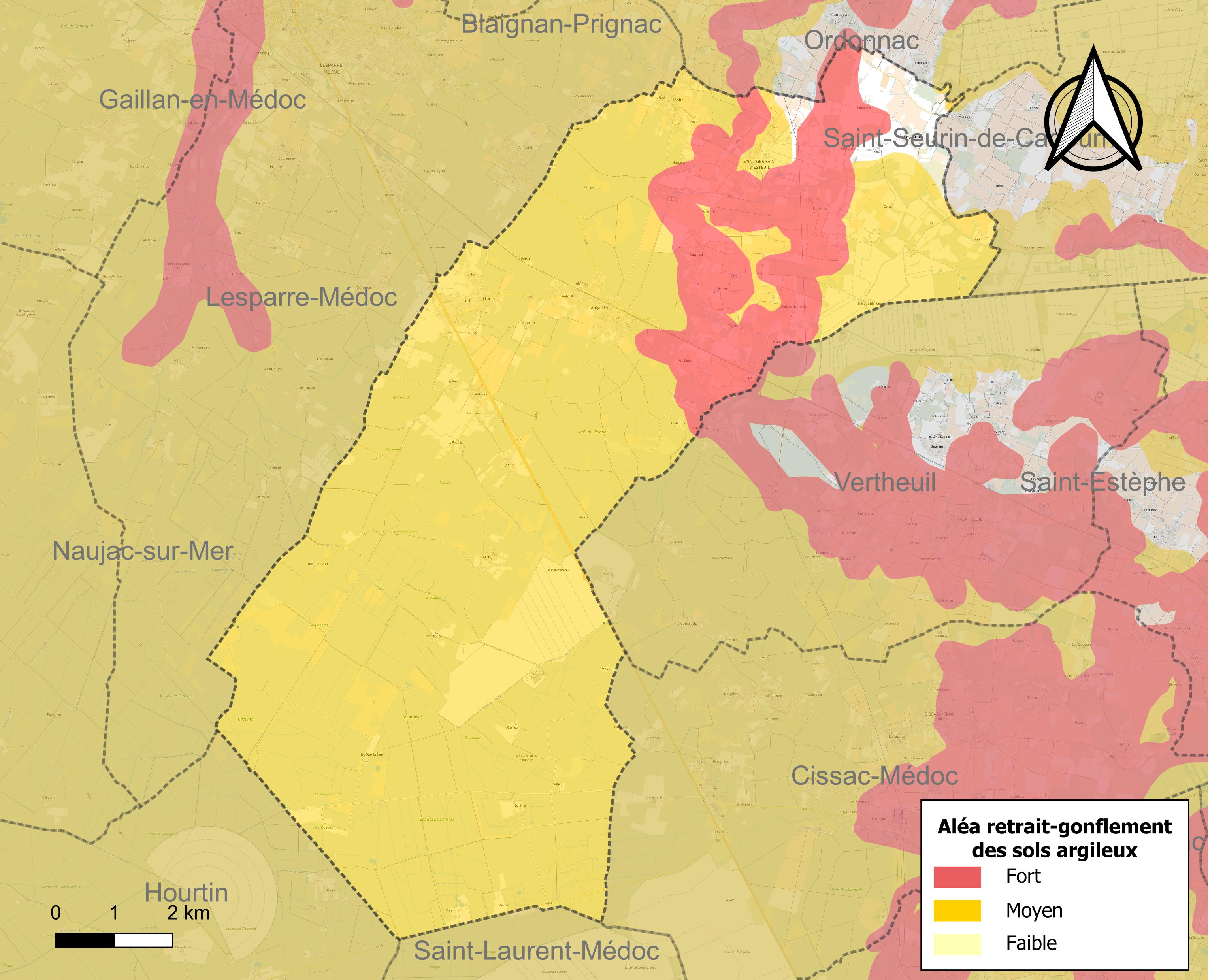
Carte des zones d'aléa retrait-gonflement des sols argileux de Saint-Germain-d'Esteuil.

Le retrait-gonflement des sols argileux est susceptible d'engendrer des dommages importants aux bâtiments en cas d’alternance de périodes de sécheresse et de pluie. 97,4 % de la superficie communale est en aléa moyen ou fort (67,4 % au niveau départemental et 48,5 % au niveau national). Sur les 666 bâtiments dénombrés sur la commune en 2019, 646 sont en aléa moyen ou fort, soit 97 %, à comparer aux 84 % au niveau départemental et 54 % au niveau national. Une cartographie de l'exposition du territoire national au retrait gonflement des sols argileux est disponible sur le site du BRGM,.
Concernant les mouvements de terrains, la commune a été reconnue en état de catastrophe naturelle au titre des dommages causés par la sécheresse en 2003 et par des mouvements de terrain en 1999.

#### Risques technologiques
La commune étant située totalement dans le périmètre du plan particulier d'intervention (PPI) de 20 km autour de la centrale nucléaire du Blayais, elle est exposée au risque nucléaire. En cas d'accident nucléaire, une alerte est donnée par différents médias (sirène, sms, radio, véhicules). Dès l'alerte, les personnes habitant dans le périmètre de 2 km se mettent à l'abri. Les personnes habitant dans le périmètre de 20 km peuvent être amenées, sur ordre du préfet, à évacuer et ingérer des comprimés d’iode stable,,.

## Toponymie
Vraisemblablement, le nom est issu de la forme « esteir », venant du latin « Aestuarium ». Le lieu est en effet un ancien bras mort de l'estuaire de la Gironde. Le gascon nommait ainsi les bras morts de rivières ou les petites rivières qui se jetaient directement dans l'océan. La francisation du nom serait donc logiquement Saint-Germain-l'Estuaire.
Le nom latin en était Sancti Germani d'Aestuarium.

## Histoire
Le territoire a été occupé dès le néolithique, comme en témoigne le monument mégalithique de Barbehère.

## Politique et administration
| Période                                  | Période   | Identité                        | Étiquette    | Qualité                                                                                     |
| ---------------------------------------- | --------- | ------------------------------- | ------------ | ------------------------------------------------------------------------------------------- |
| 1790                                     | 1790      | Bonis                           |              |                                                                                             |
| 1790                                     | 1790      | Collombe                        |              |                                                                                             |
| 1790                                     | 1792      | Elie Ostein                     |              |                                                                                             |
| 1792                                     | 1800      | Pierre Normandin                |              |                                                                                             |
| 1800                                     | 1823      | Germain Duperier                |              |                                                                                             |
| 1823                                     | 1830      | Jean-Jacques Duperier de Larsan |              |                                                                                             |
| 1830                                     | 1832      | Pierre Trefseint                |              |                                                                                             |
| 1832                                     | 1842      | Pierre Tripota                  |              |                                                                                             |
| 1842                                     | 1844      | Pierre-Gabriel Charron          |              |                                                                                             |
| 1844                                     | 1855      | Pierre Tripota                  |              |                                                                                             |
| 1855                                     | 1881      | Martial De Verthamon            |              |                                                                                             |
| 1881                                     | 1886      | Gabriel Lambert                 |              |                                                                                             |
| 1886                                     | 1896      | Antoine Camin                   |              |                                                                                             |
| 1896                                     | 1900      | Baron de Lestrange              |              |                                                                                             |
| 1900                                     | 1904      | Jules Blanc                     |              |                                                                                             |
| 1904                                     | 1908      | Daniel Courrian                 |              |                                                                                             |
| 1908                                     | 1919      | Emilien Destanque               |              |                                                                                             |
| 1919                                     | 1925      | Daniel Courrian                 |              |                                                                                             |
| 1925                                     | 1928      | Abel Liquard                    |              |                                                                                             |
| 1928                                     | 1929      | Mathurin Videau                 |              |                                                                                             |
| 1929                                     | 1931      | Jules Degonde                   |              |                                                                                             |
| 1931                                     | 1935      | Abel Liquard                    |              |                                                                                             |
| 1935                                     | 1941      | Émile Liquard (1905-1984)       | MRP puis UNR | Conseiller général, député (1946-1958 et 1958-1962)                                         |
| 1941                                     | 1943      | Henri Liquard                   |              |                                                                                             |
| 1943                                     | 1977      | Émile Liquard (1905-1984)       | MRP puis UNR | Conseiller général, député (1946-1958 et 1958-1962)                                         |
| mars 2001                                | mars 2014 | Jean-Jacques Corsan             | PS           | Conseiller régional (2010-2021), député suppléant, président de la CC Cœur du Médoc (-2014) |
| 2014                                     | En cours  | Philippe Buggin                 | DVG          | Agriculteur                                                                                 |
| Les données manquantes sont à compléter. |           |                                 |              |                                                                                             |

## Démographie
Les habitants en sont les Saint-Germinois
| 1793  | 1800  | 1806  | 1821  | 1831  | 1836  | 1841  | 1846  | 1851  |
| ----- | ----- | ----- | ----- | ----- | ----- | ----- | ----- | ----- |
| 1 171 | 1 304 | 1 377 | 1 226 | 1 404 | 1 310 | 1 340 | 1 350 | 1 245 |

| 1856  | 1861  | 1866  | 1872  | 1876  | 1881  | 1886  | 1891  | 1896  |
| ----- | ----- | ----- | ----- | ----- | ----- | ----- | ----- | ----- |
| 1 258 | 1 335 | 1 341 | 1 360 | 1 394 | 1 432 | 1 307 | 1 307 | 1 314 |

| 1901  | 1906  | 1911  | 1921  | 1926  | 1931 | 1936  | 1946 | 1954  |
| ----- | ----- | ----- | ----- | ----- | ---- | ----- | ---- | ----- |
| 1 247 | 1 188 | 1 165 | 1 079 | 1 048 | 950  | 1 009 | 981  | 1 017 |

| 1962 | 1968  | 1975 | 1982 | 1990  | 1999  | 2006  | 2011  | 2016  |
| ---- | ----- | ---- | ---- | ----- | ----- | ----- | ----- | ----- |
| 915  | 1 003 | 764  | 855  | 1 020 | 1 087 | 1 161 | 1 187 | 1 218 |

| 2021  | 2022  | - | - | - | - | - | - | - |
| ----- | ----- | - | - | - | - | - | - | - |
| 1 315 | 1 345 | - | - | - | - | - | - | - |

## Lieux et monuments
- Monument mégalithique dit dolmen de Barbehère, inscrit monument historique depuis 1989[28]. Il a fait l'objet de fouilles systématiques entre 1987 et 1992 et a livré un matériel archéologique abondant[29].

### Patrimoine religieux
- Croix de mission datée de 1860 avec statue de la Vierge. Elle est inscrite monument historique depuis 1992[30].
- L'église paroissiale Saint-Germain de style néo-roman avec son clocher-porche. Elle est inscrite à l'Inventaire général du patrimoine culturel[31].

### Patrimoine civil
- Vestiges du théâtre gallo-romain de Brion du Ier siècle, situé à Castelet. Ils ont été réutilisés au XIVe siècle pour une maison fortifiée. Ils sont inscrits au titre des monuments historiques depuis 1984[32].

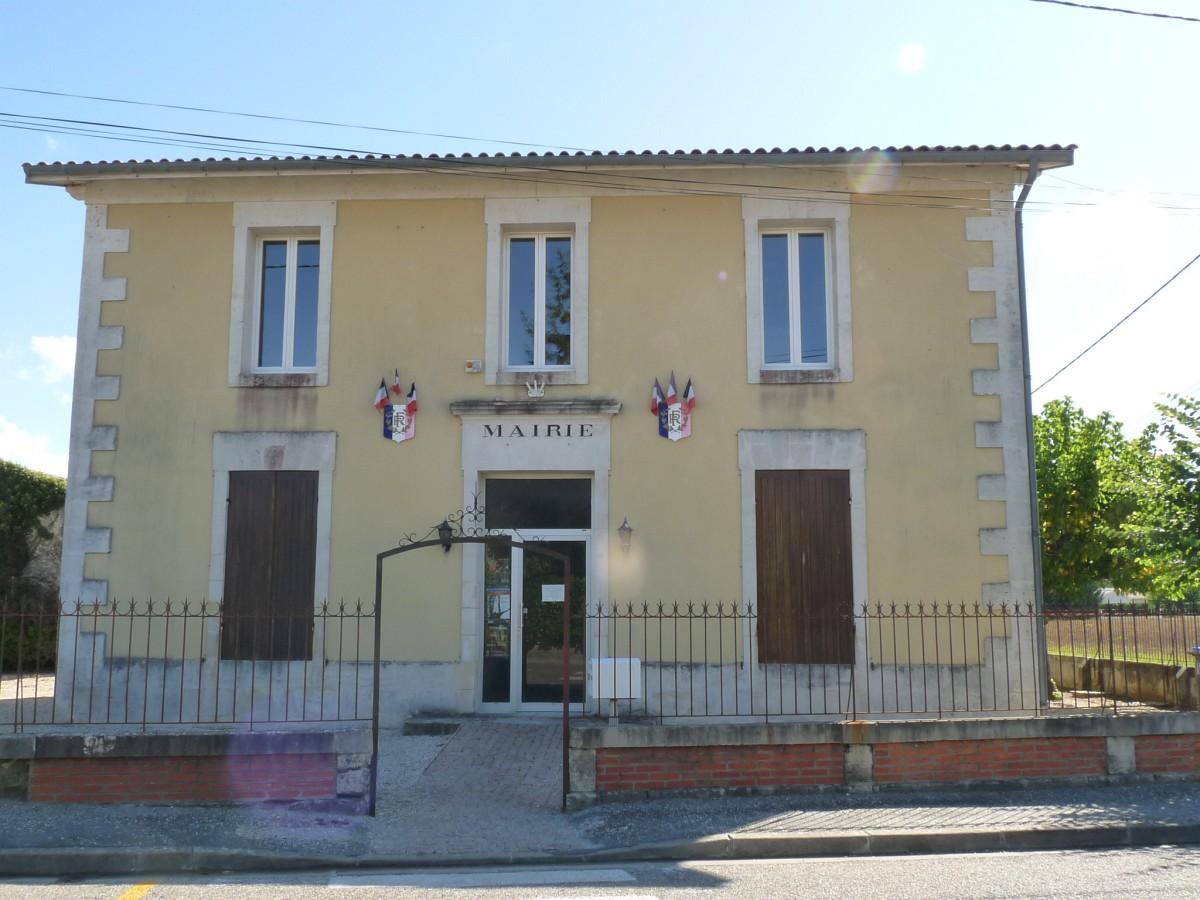
La mairie.
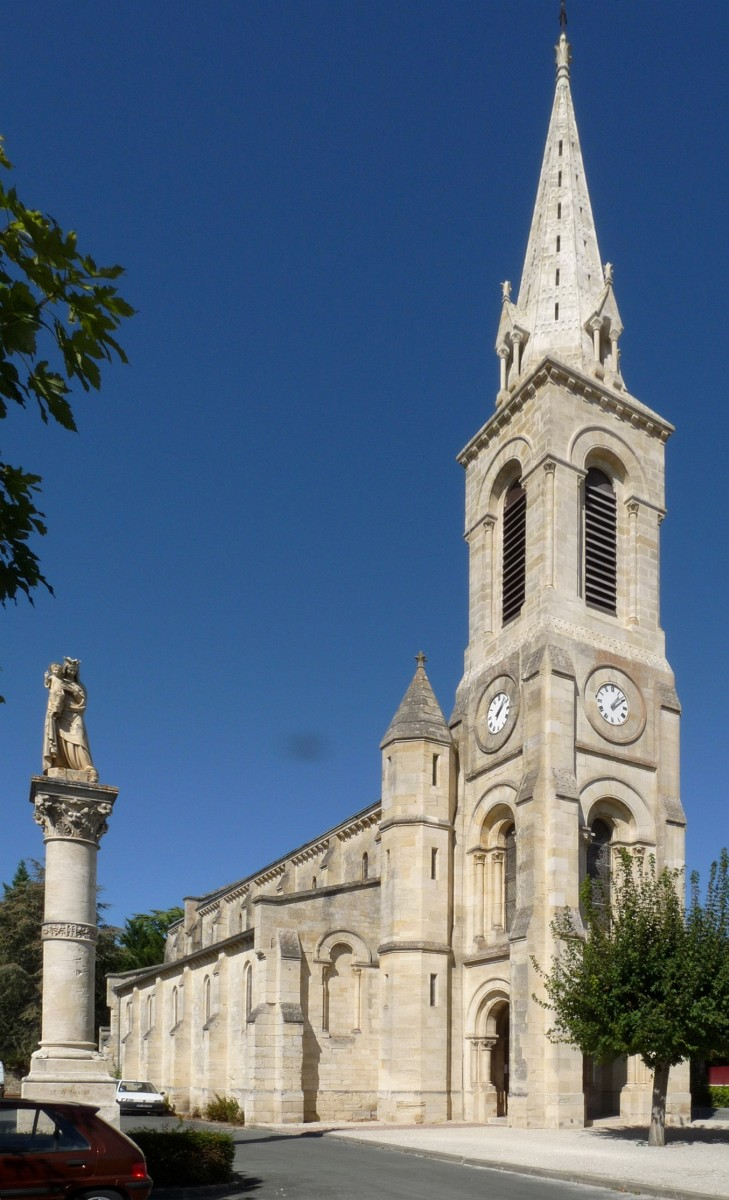
L'église et la croix de mission.
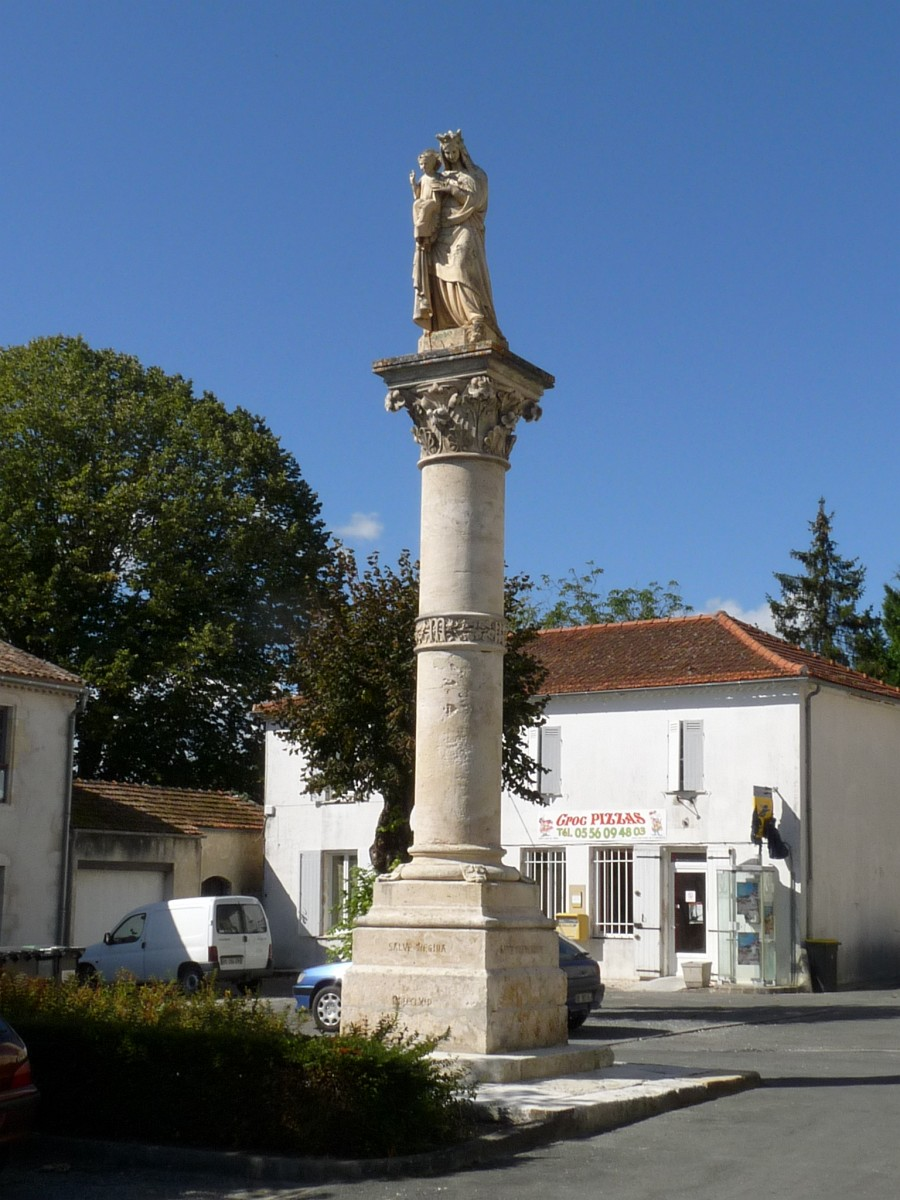
La croix de mission.
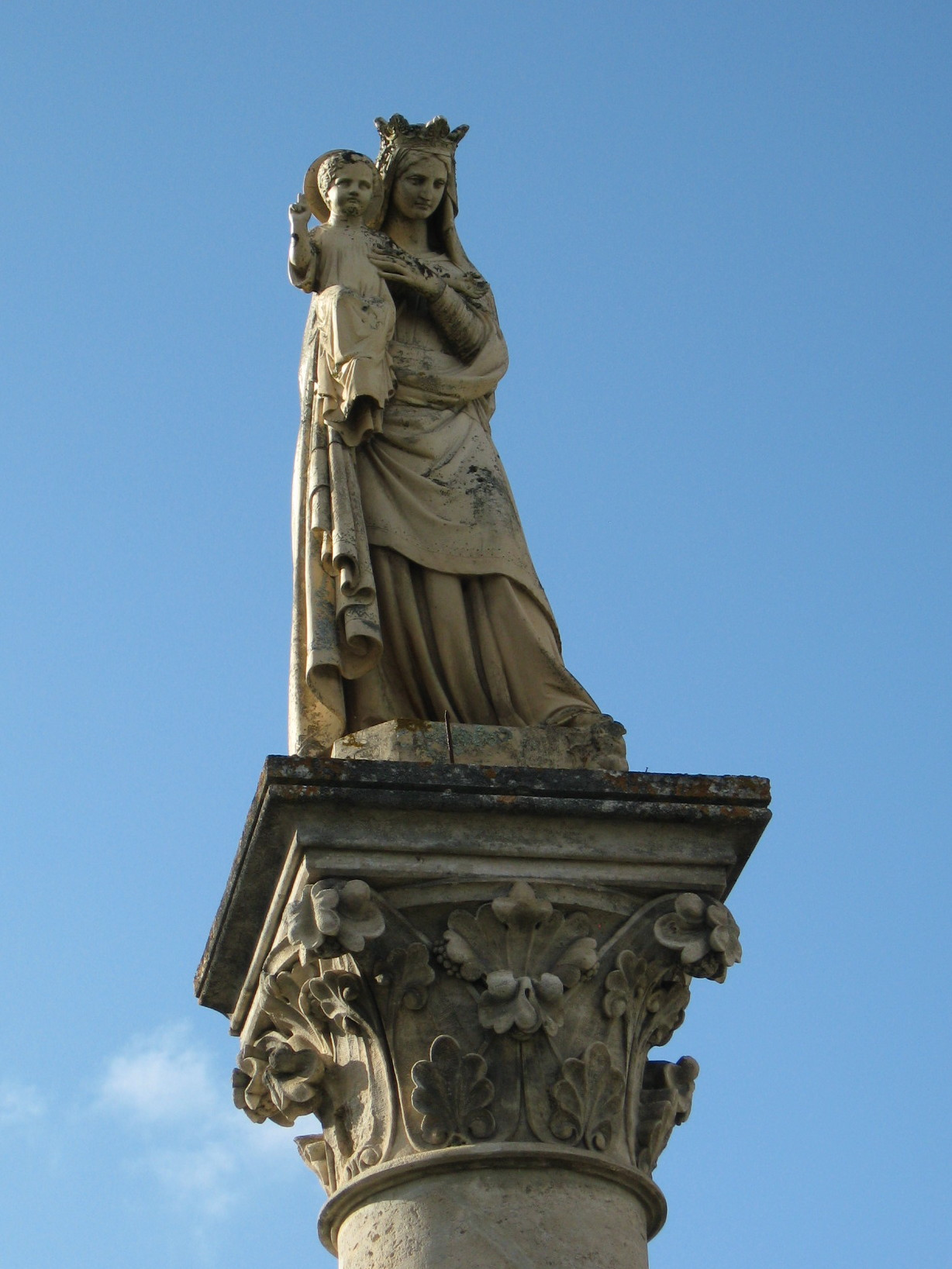
La statue de la Vierge à l'Enfant.
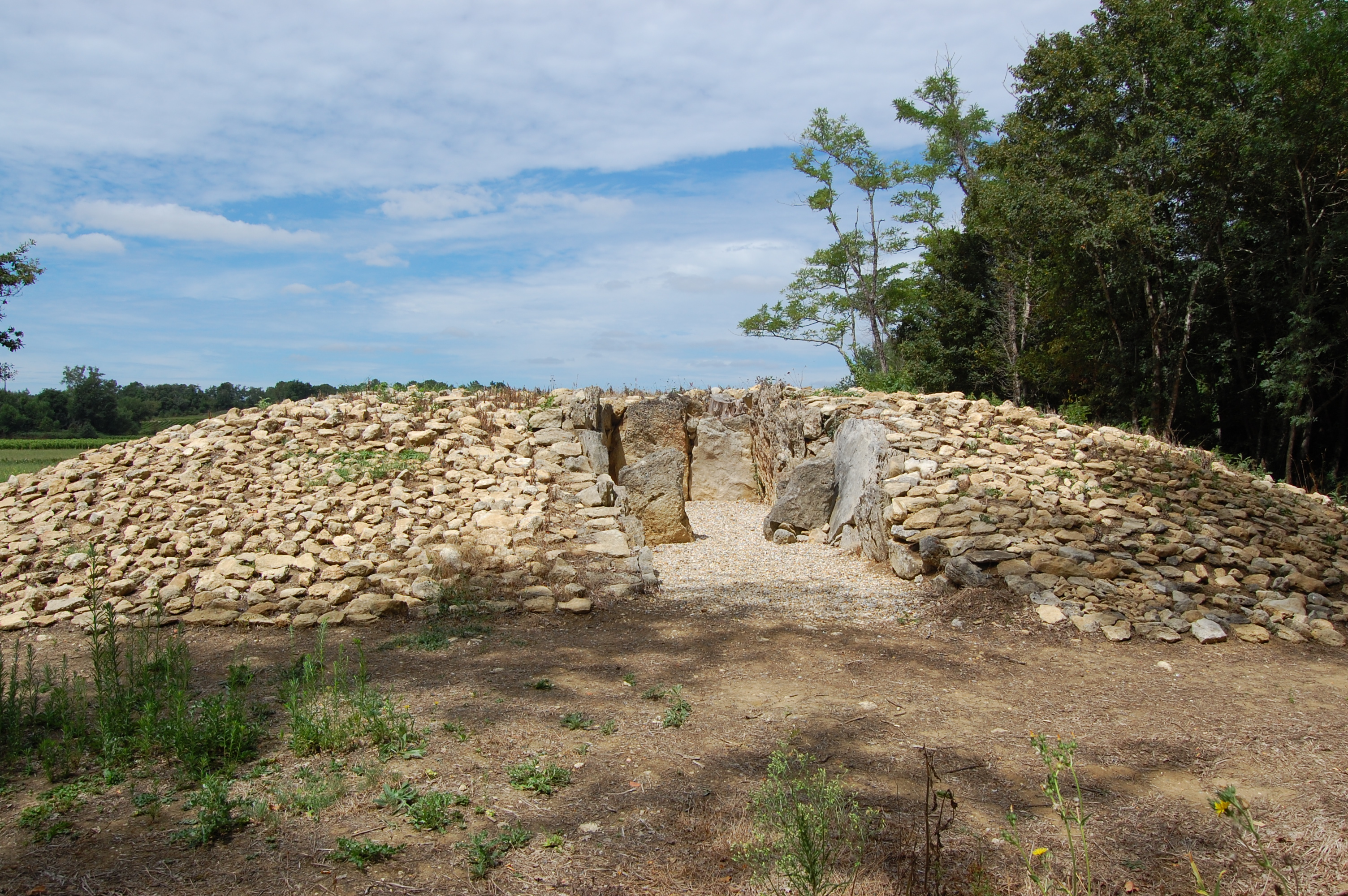
Dolmen de Barbehère.
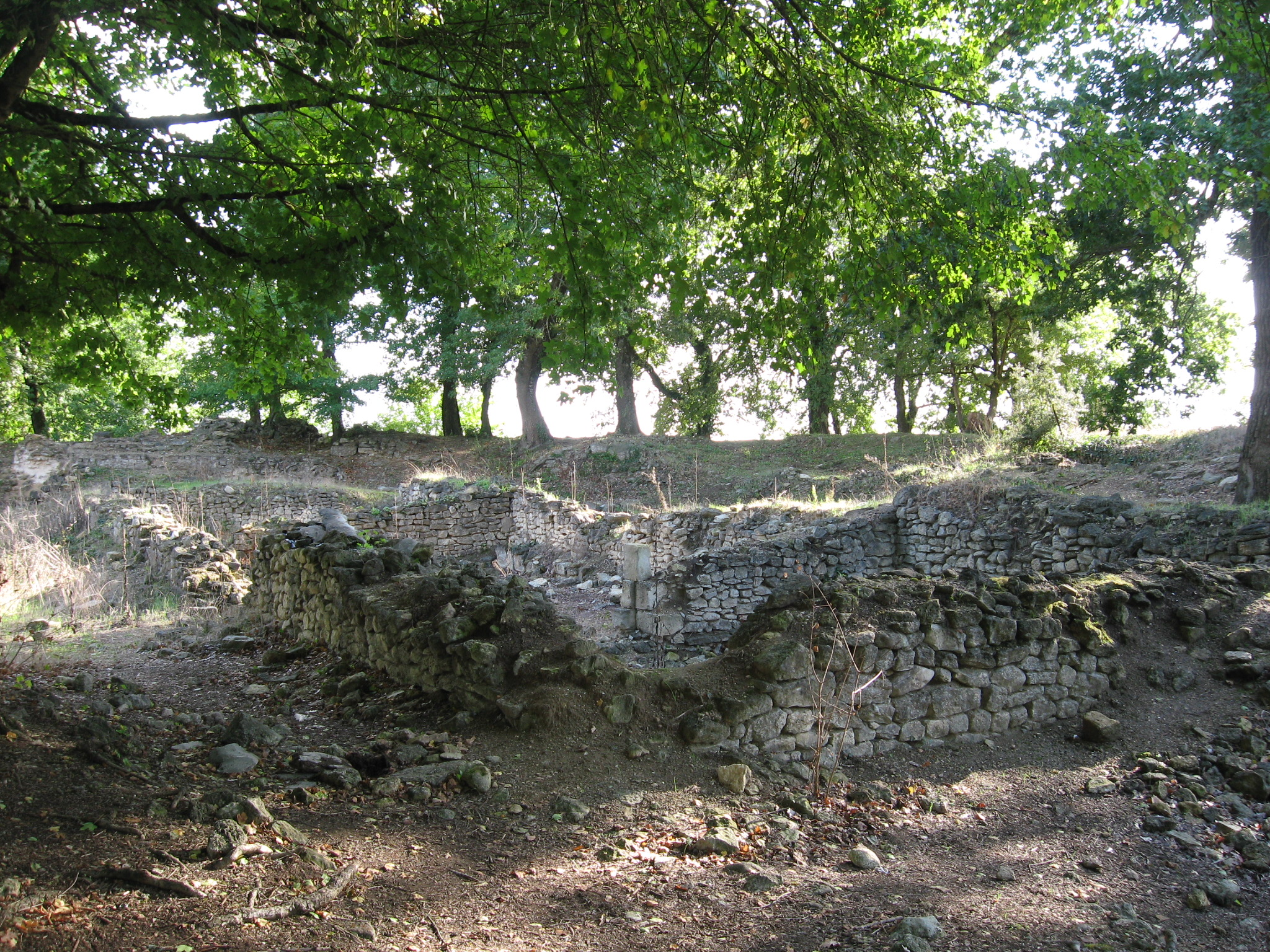
Vestiges du théâtre gallo-romain de Brion.
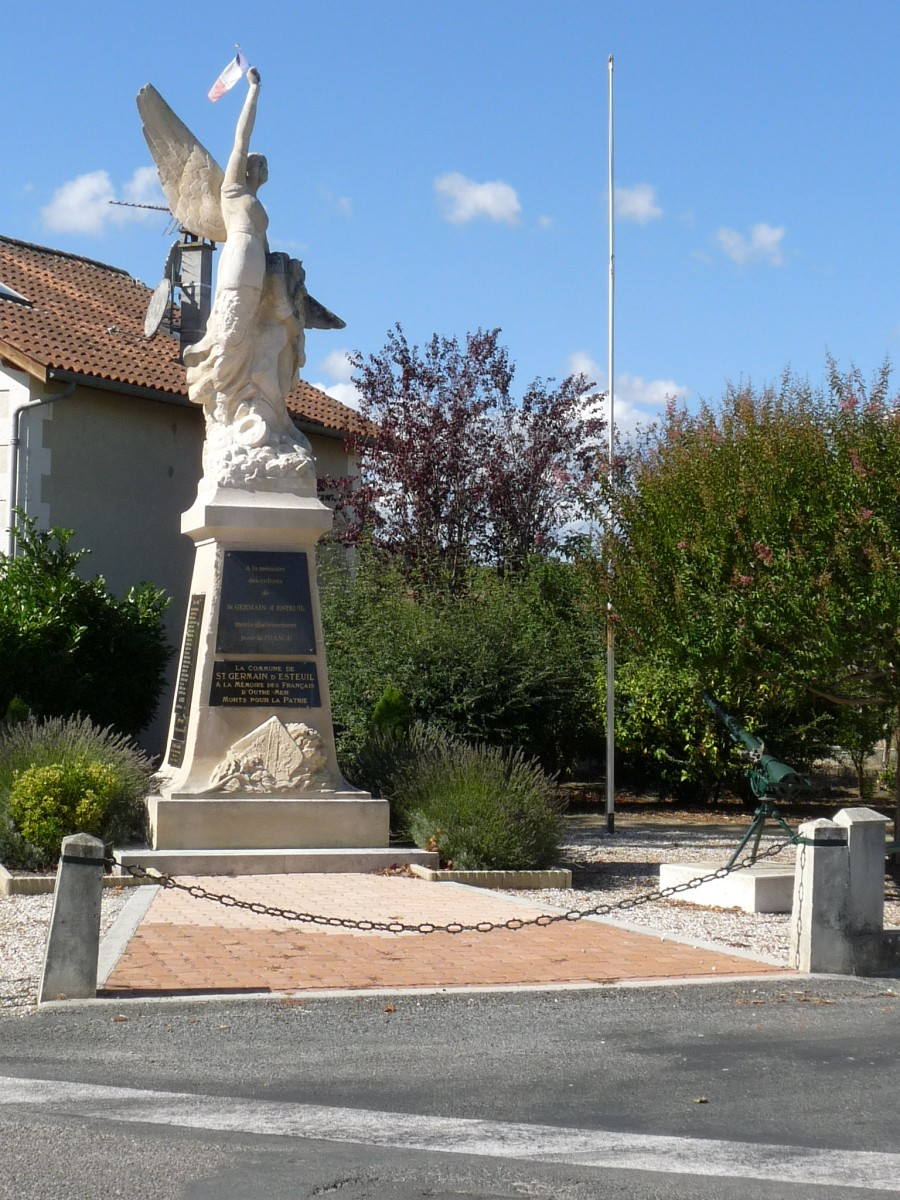
Le monument aux morts.

### Patrimoine industriel
Une éolienne Bollée reste présente sur son territoire. 

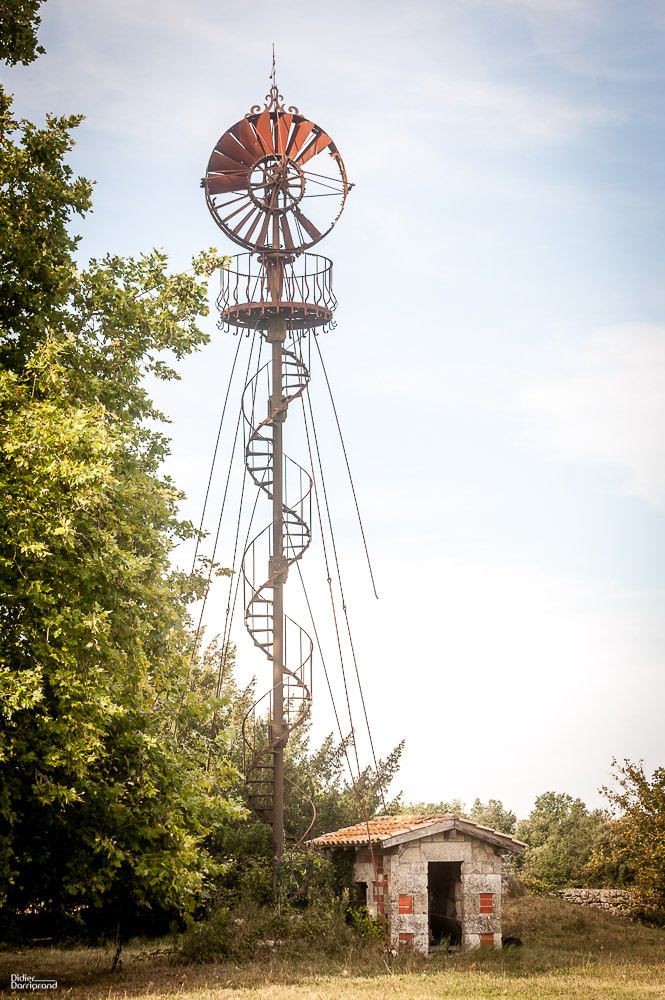
Éolienne visible depuis le chemin qui mène à la ferme.

### Patrimoine environnemental
En 2010, le jardin conservatoire « Flore et vie » a ouvert ses portes. Il est consacré à la découverte des plantes potagères extraordinaires, anciennes et mondiales et comporte également des collections de basse-cour d'antan. Le jardin se visite de juin à octobre.

## Personnalités liées à la commune
- L'écrivain Étienne de la Boétie (1530-1563) fut le propriétaire du Château Castera[33] qui était situé sur les terres de son épouse Marguerite de Carle.
- Charles Galy-Aché (1903-1982), fondateur des Cahiers Médulliens, revue de la société historique et archéologique du Médoc. Les recherches de Charles Galy-Aché sont à l'origine de la découverte du site archéologique de Brion. C'est sous l'impulsion de ce dernier que les premiers sondages et fouilles ont été entrepris en 1966 avec le propriétaire du terrain M. Chevrier.
Les travaux et recherches de Charles Galy-Aché ont largement contribué à la connaissance de l'histoire et de l'archéologie du Médoc.
- L'aquarelliste Gérald Tron a installé le siège de son association Médoc culturel dans les locaux de la maison La Boétie au cœur de Saint-Germain-d'Esteuil.

## Héraldique
| Blason à dessiner | Blason  | Taillé au 1er d'azur au poirier d'argent fruité d'or, au 2e de gueules au lion léopardé contourné en barre d'or; à la barre d'or chargée de l'inscription « SENT-GERMAN-D'ESTULH » en lettres capitales de sable, brochant sur la partition. |
| Blason à dessiner | Détails | Le statut officiel du blason reste à déterminer. |